# Prophyllocnistis epidrimys
Prophyllocnistis epidrimys là một loài bướm đêm thuộc họ Gracillariidae. Nó được tìm thấy ở Chile.
Ấu trùng ăn Drimys winteri, Drimys winteri andina và Drimys winteri chiliensis. Chúng ăn lá nơi chúng làm tổ.